# 9 Pułk Dragonów (Imperium Rosyjskie)
9 pułk dragonów (ros. 9-й драгунский Казанский Ея Императорского Высочества великой княгини Марии Николаевны полк) – oddział kawalerii okresu Imperium Rosyjskiego.

## Charakterystyka
Pułk sformowany został w 1701. Stacjonował między innymi w m. Żytomierz.

 W przededniu I wojny światowej pułk etatowo posiadał sześć szwadronów. W stanie bojowym liczył około  850 żołnierzy. Choć zachowywał historyczną nazwę dragonów, nie miało to już związku z jego taktyką działania.

Pułk rozformowany został w 1918.

## Podporządkowanie
Lipiec 1914:
- 9 Korpus Armijny – Kijów[5]
  - 9 Dywizja Kawalerii – Kijów
    - 1 Brygada Kawalerii – Biała Cerkiew
      - 9 pułk dragonów – Żytomierz